# Parydra albipulvis
Parydra albipulvis är en tvåvingeart som beskrevs av Ichiro Miyagi 1977. Parydra albipulvis ingår i släktet Parydra och familjen vattenflugor. Inga underarter finns listade i Catalogue of Life.